# Качагакаберд
Качахакабе́рд (арм. Կաչաղակաբերդ — «Сорочья крепость», азерб. Qaxaç qalası) — горная крепость, распоположенная в Агдеринском районе Азербайджана.

## Архитектура
Крепость находится на высоте свыше 1700 метров, окруженная отвесными скалами около 50-60 метров высотой, имеет один труднодоступный вход с южной стороны. За всю свою историю крепость никогда не бралась штурмом. Сохранились части стен и укреплений.
Территория крепости занимает вполне обширную площадь, хотя кажется небольшой. На её территории сохранилось много помещений, выдолбленных в скалах потайных ходов, специальных «бойниц» для метания камней в неприятеля.
Уникальным способом была решена проблема с водой. В центре крепости сохранились два резервуара, вырытые в скале и наполняемые дождевыми и талыми водами. Пресную воду доставляли из родника у подножья горы.

## Фото

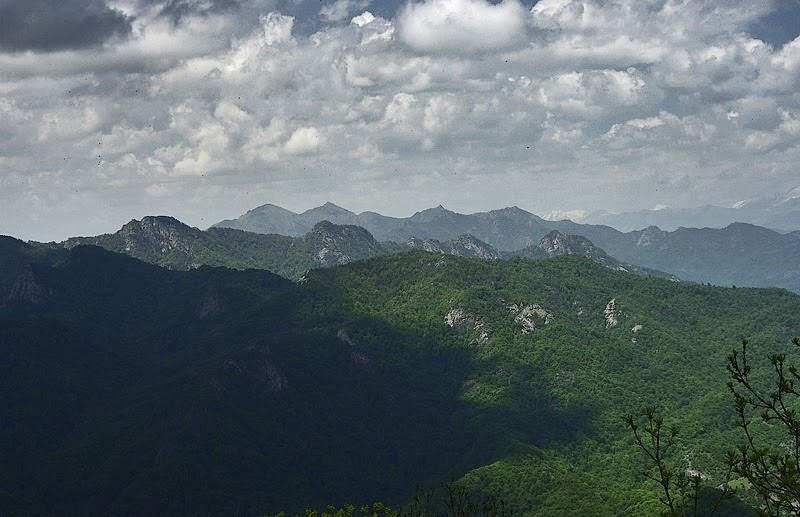
Вид с крепости
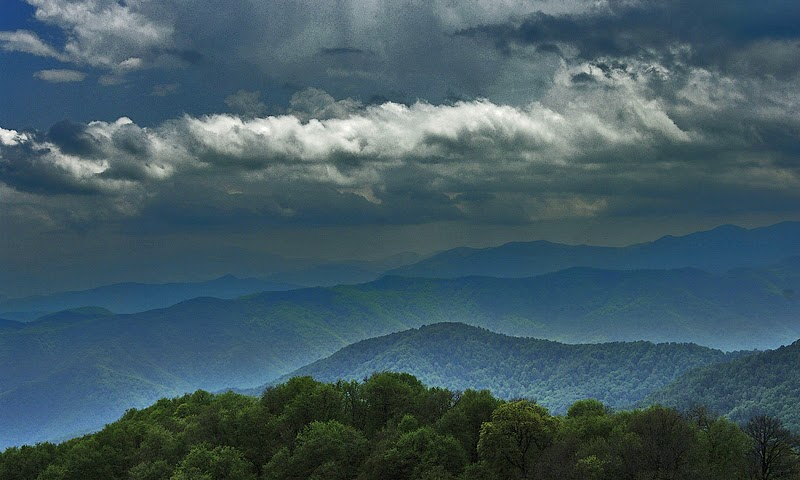
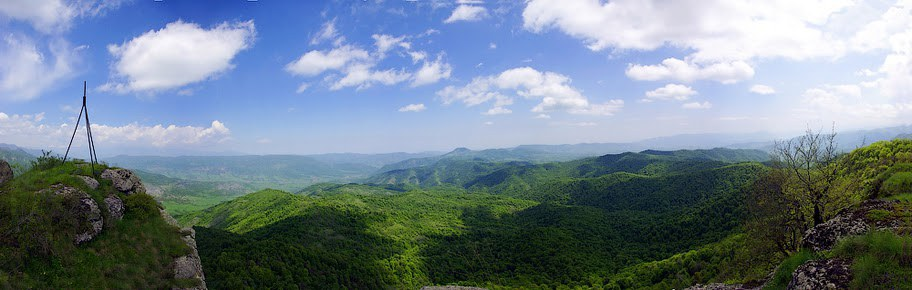
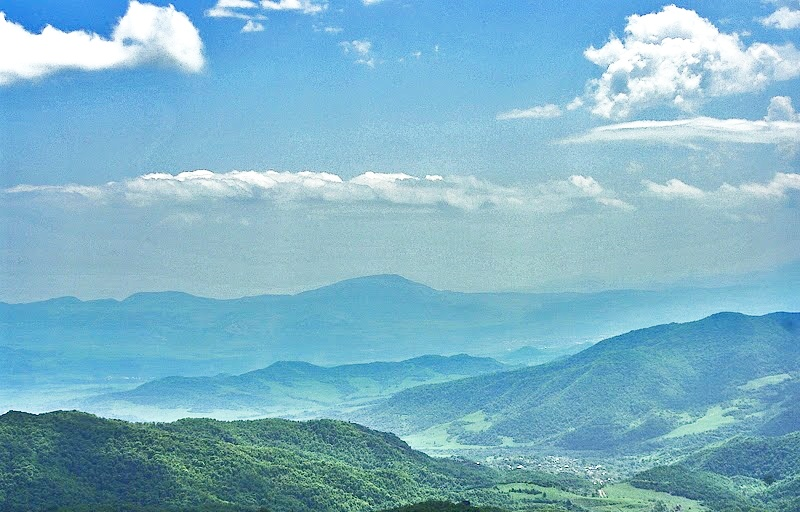
Вид с крепости на с. Колатак
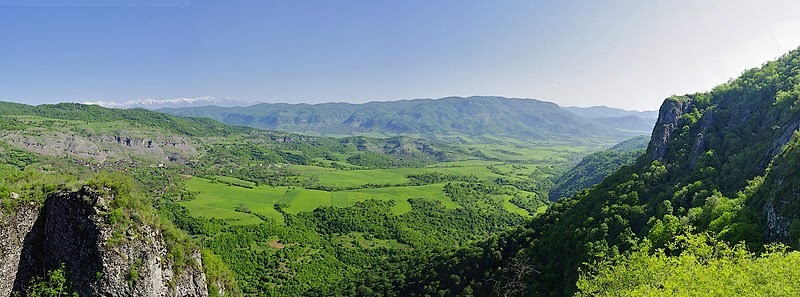
Вид на Колатак
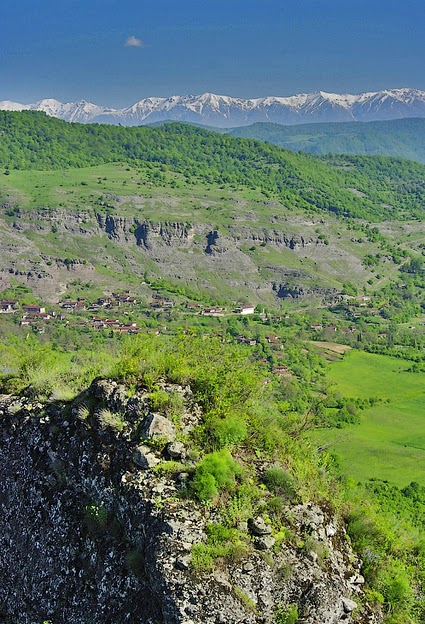
Вид на Колатак
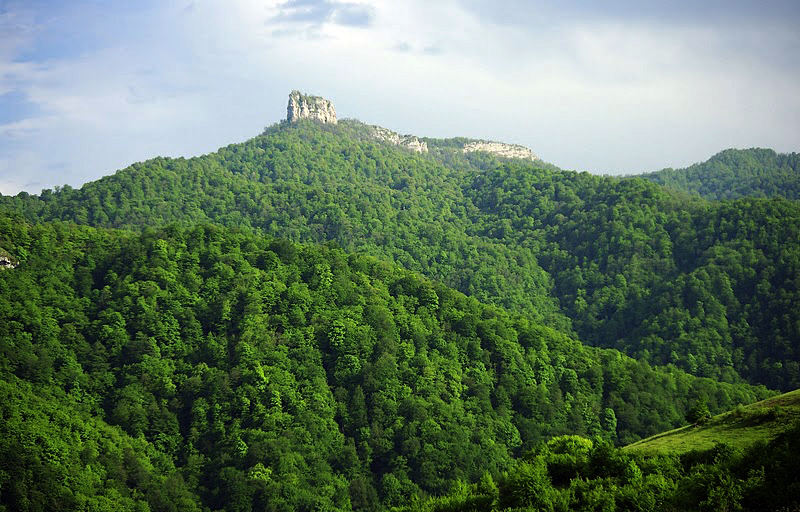
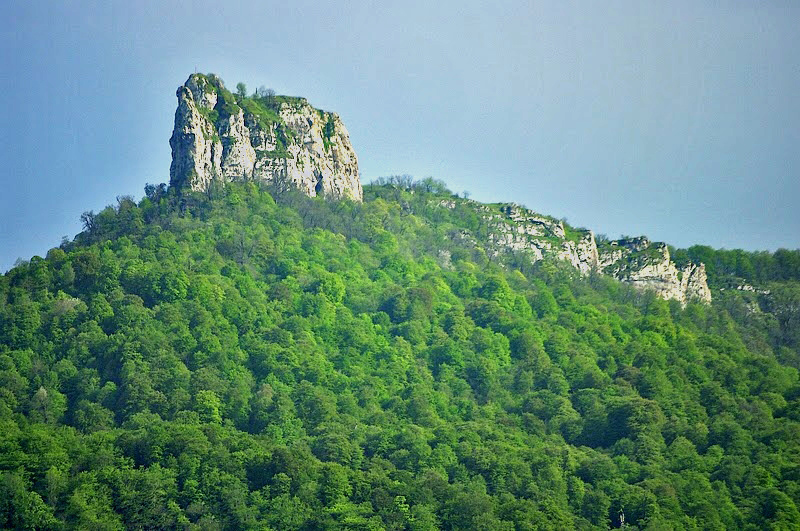
Крепость